# Alternanthera caracasana
Alternanthera caracasana là loài thực vật có hoa thuộc họ Dền. Loài này được Kunth mô tả khoa học đầu tiên năm 1818.